# الشقب (ذمار)
الشقب هي إحدى قرى الجمهورية اليمنية. وهي تتبع جغرافيًا لمحافظة ذمار. وإداريًا لمديرية عنس. يبلغ تعداد سكانها 2897 نسمة حسب الإحصاء الذي جرى عام 2004.